# Pitbull. Niebezpieczne kobiety
Pitbull. Niebezpieczne kobiety – polski film sensacyjno-kryminalny w reżyserii Patryka Vegi. Trzeci kinowy film z serii Pitbull. Premiera filmu miała miejsce 11 listopada 2016.

## Obsada
- Piotr Stramowski – komisarz Dariusz Wolkowski „Majami”
- Andrzej Grabowski – nadkomisarz  Jacek Goc „Gebels”
- Maja Ostaszewska – Olka, dziewczyna Darka
- Tomasz Oświeciński – Marcin Opałka „Strachu”
- Artur Żmijewski – „Szelka”, mąż „Jadźki”
- Alicja Bachleda-Curuś – Małgorzata Bojka „Drabina”, narzeczona „Cukra”
- Joanna Kulig – Zuzanna „Zuza”
- Anna Dereszowska – Jadwiga „Jadźka”, żona „Szelki”
- Sebastian Fabijański – Remigiusz Puchalski „Cukier”
- Magdalena Cielecka – Izabela Zych „Somalia”
- Zuzanna Grabowska – prokurator

## Produkcja
Zdjęcia plenerowe kręcono w Warszawie (Park Bródnowski, Trasa Toruńska, ulica Sarmacka, Zespół Szkół Odzieżowych, Fryzjerskich i Kosmetycznych przy ul. Kazimierzowskiej, Zachęta Narodowa Galeria Sztuki, Ogród Saski) oraz w Pruszkowie (dzielnica Żbików).

## Odbiór
Wśród recenzji krytyków znacząco dominowały głosy negatywne. Bartosz Kęprowski (Altao.pl) okrzyknął Niebezpieczne kobiety jako „wyrób filmopodobny”. Szymon Pewiński, współpracujący z serwisem film.org.pl, podsumował projekt Vegi jako „kino nachalne, niechlujne, wulgarne, prostackie, od początku nastawione wyłącznie na zarobek”.